# Cerodontha lindrothi
Cerodontha lindrothi este o specie de muște din genul Cerodontha, familia Agromyzidae, descrisă de Griffiths în anul 1964. Conform Catalogue of Life specia Cerodontha lindrothi nu are subspecii cunoscute.